# تیتانوسن دی‌کربونیل
تیتانوسن دی‌کربونیل (به انگلیسی: Titanocene dicarbonyl) با فرمول شیمیایی C۱۲H۱۰O۲Ti یک ترکیب شیمیایی است. که جرم مولی آن ۲۳۴٫۰۹ g/mol می‌باشد.